# Туфаній
Туфаній (рум. Tufanii) — село у повіті Вилча в Румунії. Входить до складу комуни Ніколає-Белческу.
Село розташоване на відстані 141 км на північний захід від Бухареста, 15 км на південний схід від Римніку-Вилчі, 89 км на північний схід від Крайови, 116 км на південний захід від Брашова.

## Населення
За даними перепису населення 2002 року у селі проживали 36 осіб, усі — румуни. Усі жителі села рідною мовою назвали румунську.